# Mohammed Abdellaoue
Mohammed "Moa" Abdellaoue (arabul: محمد عبد اللاوي) (Oslo, 1985. október 23. –) marokkói származású norvég válogatott labdarúgó és futsaljátékos, a német VfB Stuttgart csatára. Öccse az FC København csatára, Mostafa "Mos" Abdellaoue.

## Pályafutása

### A válogatottban
2008. augusztus 20-án mutatkozott be a norvég válogatottban az Írország elleni barátságos mérkőzésen. Első gólját a hetedik nemzetközi mérkőzésén szerezte, a 2012-es Európa-bajnokság selejtezőjén: Izland ellen. A 2012. február 29-i, Észak-Írország elleni barátságos mérkőzésen ő volt a norvég válogatott kapitánya. Aranyórát kapott 2013 márciusában, az Albánia ellen lejátszott találkozón: a 25. válogatottságáért.

## Sikerei, díjai
Vålerenga
- Norvég kupa: 2008

### Egyéni
- Kniksen-díj: 2011[2]